# ژوئاون لیتهارت نتو
ژوئاون لیتهارت نتو (پرتغالی: João Leithardt Neto; ۶ ژانویهٔ ۱۹۵۸ – ۳ اکتبر ۲۰۱۵) بازیکن فوتبال اهل برزیل بود.
از باشگاه‌هایی که در آن بازی کرده‌است می‌توان به باشگاه فوتبال اتلتیکو پارانائنزه، باشگاه فوتبال فلامینگو، باشگاه فوتبال فیگیرنسه، باشگاه ورزشی اینترناسیونال، باشگاه ورزشی ژوونتود، و باشگاه فوتبال گرمیو اشاره کرد.
وی همچنین در تیم ملی فوتبال برزیل بازی کرده‌است.
وی در مسابقات کشوری و بین‌المللی در مجموع برندهٔ ۱ مدال نقره شده‌است.